# Doris Löve
Doris Benta Maria Löve, née Wahlén (née le 2 janvier 1918 à Kristianstad et décédée le 25 février 2000 à San José, en Californie) était une botaniste systématique suédoise, particulièrement active dans l'Arctique.

## Biographie
Doris Löve est née à Kristianstad, en Suède. Elle a étudié la botanique à l'université de Lund à partir de 1937. Elle a épousé son camarade d'études et collègue, l'islandais Áskell Löve. Elle a obtenu son doctorat en botanique en 1944. Elle a axé son doctorat sur la sexualité du Melandrium. Après leurs études, le couple s'est installé en Islande. Ils ont déménagé à Winnipeg en 1951, à Montréal en 1955 et à Boulder en 1965. Dans les universités où Áskell Löve enseignait, Doris Löve ne pouvait pas occuper un poste de professeur en même temps que son mari. Ils ont finalement déménagé à San José, en Californie, en 1974.
Ensemble, Áskell et Doris Löve ont entrepris de nombreuses recherches sur le nombre de chromosomes des plantes et leur utilisation dans la systématique végétale. Ils ont publié de nombreux articles dans ce domaine et sont considérés comme les fondateurs de la cytotaxonomie (en).
En 1962, elle a été l'organisatrice d'une conférence scientifique influente sur le biote de la North Atlantic Biota and their History avec les contributions d'entre autres Eric Hultén, Tyge Wittrock Böcher, Hugo Sjörs, John Axel Nannfeldt (en), Knut Fægri, Bruce C. Heezen et Marie Tharp.
En 1974, son mari Áskell Löve, alors professeur titulaire et président du département de biologie de l'université du Colorado à Boulder, a été contraint de démissionner. En 1997, elle a écrit son histoire familiale, une biographie de 86 pages qui fournit une explication détaillée de la démission forcée de son mari. Ce mémoire a été déposé à l'université Carnegie-Mellon en 1997 et devait rester inédit jusqu'en 2018.

## Autres rôles
- Membre de l'Institut de recherche arctique et alpine (IAAR)[1]
- Conservateur associé de la University of Colorado Museum Herbarium (COLO)[1]

## Éponymie
D.Löve est l’abréviation botanique standard de Doris Löve.
Consulter la liste des abréviations d'auteur en botanique ou la liste des plantes assignées à cet auteur par l'IPNI, la liste des champignons assignés par MycoBank, la liste des algues assignées par l'AlgaeBase et la liste des fossiles assignés à cet auteur par l'IFPNI.

## Publications sélectonnées

### Documents
- Á. Löve et D. Löve, Chromosome numbers of central and northwest European plant species, vol. 5, Stockholm, Almqvist & Wiksell, 1961, p. 1–581
- Á. Löve et D. Löve, Cytotaxonomy of the alpine vascular plants of Mount Washington, University of Colorado Studies, 1966, chap. 24, p. 1–75
- Á. Löve et D. Löve, Cytotaxonomical atlas of the Slovenian flora, vol. 1, Vaduz, Cytotaxonomical Atlases, 1974, p. 1241
- Á. Löve et D. Löve, Cytotaxonomical atlas of the Arctic flora, vol. 2, Vaduz, Cytotaxonomical Atlases, 1975, p. 598
- Á. Löve, D. Löve et R. E. G. Pichi-Sermolli, Cytotaxonomical atlas of the Pteridophyta, vol. 3, Vaduz, Cytotaxonomical Atlases, 1977, p. 398

### Conférences
- Á. Löve et D. Löve, North Atlantic Biota and their History: A symposium held at University of Iceland, Reykjavík July 1962, Oxford, Pergamon Press, 1963 (lire en ligne)[1]

Son travail de classification a permis à Kenneth Hare l'épouse de Jocelyn pour constituer un herbier de plantes des Monts Kaumajet.

### Traductions
- Botanical observations of the Penny Highlands of Baffin Island, Results of the Second Baffin Expedition by the Arctic Institute of North America (1953) under the leadership of Col. P.D. Baird[4]
- Nikolai Vavilov, Origin and geography of cultivated plants, Archives of Natural History, janvier 1994[5]

Doris Löve a également traduit deux livres de Nikolaï Vavilov en anglais.